# Günther Happich
Günther Happich (Bécs,  1952. január 28. – Bécs, 1995. október 16.) válogatott osztrák labdarúgó, középpályás.

## Pályafutása

### Klubcsapatban
1970 és 1978 között a Wiener SC labdarúgója volt. 1978 és 1980 között a Rapid Wien csapatában szerepelt, majd visszatért a Wiener SC együtteséhez, ahol 1984-ig játszott. Az 1984–85-ös idényben a First Vienna FC játékosa volt és itt fejezte be az aktív labdarúgást.

### A válogatottban
1978-ban öt alkalommal szerepelt az osztrák válogatottban. Tagja volt az 1978-as argentínai világbajnokságon részt vevő csapatnak.

## Sikerei, díjai
Wiener SC
- Osztrák kupa
  - döntős (2): 1972, 1977